# دوقية موسكو الكبرى
دوقية موسكو (بالروسية: Великое Княжество Московское) أو موسكوفي (بالروسية:Московия)، كانت كيانًا سياسيًّا روسيًّا في العصور الوسطى متمركزًا حول موسكو بين 1340 و 1547. الدوقية العظمى موسكو، كما كانت الدولة تـُعرف في السجلات الروسية، كان يشار إليها من قِبل العديد من المصادر الغربية باسم موسكوفي. إلا أن هذا التعبير أحياناً ينطبق أيضاً على قيصرية روسيا. الدوق الأعظم لموسكو كان اللقب الذي تلى إمارة موسكو والذي سبق قيصرية روسيا.

## الأصول
كانت موسكو مركزاً تجارياً صغيراً في إمارة فلاديمير سوزدال عندما غزا المغول أراضي روس الكييفية في القرن الثالث عشر، وعلى الرغم من أن المغول أحرقوا موسكو في شتاء عام 1238 ونهبوها مرةً أخرى في عام 1293، إلا أن الغابات المجاورة لها وفَّرت بعض الأمان من هجمات المغول وجعلت الأنهار قريبة الوصول إلى بحر البلطيق والبحر الأسود وإلى منطقة القوقاز متاحة. لكن التطوُّر الأهم الذي حدث في تاريخ موسكو كان بفضل سلالة من الأمراء وسعوا حدودها وحولوها من إمارة صغيرة إلى أكبر ولاية في أوروبا في القرن السادس عشر. يعتبر دانييل الأول (توفي 1303) أول حكام إمارة موسكو، وهو الابن الأصغر لألكسندر نيفسكي حاكم إمارة فلاديمير سوزدال. بدأ دانييل بتوسيع حدود الإمارة عن طريق الاستيلاء على كولومان وتأمين وصاية عائلته على مدينة بيرسلافل زالسكي. سيطر يوري نجل دانييل (حكم بين أعوام 1303 – 1325) على كامل حوض نهر موسكفا وتوسع غرباً من خلال غزو موجايسك، ثم تحالف مع أمراء روس الكييفية، ومع أوزبك خان أمير قبيلة المغول الذهبية، وتزوج أخته. دعم الخان يوري في مطالبته بلقب دوق إمارة فلاديمير سوزدال، وهو المنصب الذي سمح له بالتدخل في شؤون جمهورية نوفغورود التي تقع إلى الشمال الغربي من موسكو.
نجح إيفان الأول خليفة يوري (حكم بين أعوام 1325-1340) في الاحتفاظ بلقب الدوق الأكبر من خلال تعاونه الوثيق مع المغول، ومن خلال جمع الجزية والضرائب من إمارات روس الأخرى نيابةً عن المغول. مكَّن هذا التحالف إيفان من الحصول على نفوذ إقليمي واسع، خصوصاً على منافس موسكو الرئيسي مدينة تفير الشمالية التي تمرد قادتها ضد المغول في عام 1327. سُحق التمرد من قبل القوات المشتركة لدوقية سوزدال الكبرى ودوقية موسكو الكبرى والمغول. اشتهر إيفان بأنه أغنى شخص في إمارات روس الكييفية، وقد استخدم أمواله لشراء الأراضي في إمارات أخرى، ولتمويل بناء كنائس الكرملين الحجرية في موسكو. نقل المطران الأرثوذكسي بيتر (توفي 1326) مقر إقامته من كييف إلى فلاديمير ثم إلى موسكو في عام 1325، ما عزز من مكانة الإمارة الجديدة.

## دميتري دونسكوي
واصل خلفاء إيفان شراء أراضي إمارات روس لزيادة الأراضي والسكان الخاضعين لحكمهم. أدت هذه السياسة لتعارض مصالحهم مع مصالح دوقية ليتوانيا الكبرى التي كانت تشهد توسعاً كبيراً في أراضيها أيضاً. تحالف ألغيرادز دوق ليتوانيا مع أمراء تفير عن طريق المصاهرة، وقام بثلاث حملات عسكرية ضد موسكو في أعوام 1368 و1370  و1372، لكنه لم من الانتصار. كانت نقطة الخلاف الرئيسية بين الإمارتين مدينة سمولينسك الكبيرة.
تعرضت البلاد والأسرة الحاكمة لوباء الطاعون في العقد الخامس من القرن الرابع عشر. كان ديمتري إيفانوفيتش في التاسعة من عمره عندما توفي والداه بالطاعون، وذهب لقب الدوق الأكبر إلى قريبه البعيد ديمتري أمير سوزدال. تحالف دوق موسكو مع الكنيسة الأرثوذكسية الروسية التي ازداد نفوذها بعد الإصلاح الكنسي الذي قاده سيرجوس رادونيج، خصوصاً مع ازدياد تهديد الليتوانيين والقبائلة المسلمة. طرد ديميتري -الذي تلقى تعليمه على يد المتروبوليتان ألكسيس- الأرثوذكسية وتمكّن من توحيد إمارات روس الكييفية ضد المغول. تحدى ديمتري سلطة الخان وهزم قائده ماماي في معركة كوليكوفو الحاسمة (1380). ولكن هذا الانتصار لم يحقق أي فوائد مباشرة. هاجم الخان المغولي توختاميش موسكو في عام 1382 على أمل إعادة فرض سلطته الخاصة على دوق موسكو ما أسفر عن مقتل 24 ألف شخص. رغم كل ذلك أصبح ديمتري بطلاً قومياً، بعث الانتصار الكبير في معركة كوليكوفو الأمل لدى شعوب روس الكييفية بقدرتهم على إنهاء سيطرة المغول، وفي عام 1389 انتقل العرش لابنه فاسيلي الأول دون الحاجة لموافقة خان المغول.

## فاسيلي الأول وفاسيلي الثاني
تابع فاسيلي الأول (1389-1425) سياسات والده، فتوقف عن دفع الجزية للمغول بعد هجوم تيمورلنك على القبائل المغولية، لكنه اضطر إلى اتباع سياسة أكثر تصالحية بعد توغل إديغو في أراضي إمارة موسكو في عام 1408. تزوج فاسيلي من الابنة الوحيدة لفيتاوتاس دوق ليتوانيا الأكبر، وتميزت سنوات حكمه الطويل بالتوسع المستمر في الشرق فضم نيزني نوفغورود وسوزدال في عام 1392، وفي الشمال فضم فولوغدا وفيليكي أوستيوغ وبيرم فيشيغدا في عام 1398. وكانت مدينة نيزني نوفغورود قد مُنحت لفاسيلي من قبل خان القبائل الذهبية كمكافأة له على المساعدة التي قدمها له ضد منافسيه.
حقَّقت إصلاحات القديس سرجيوس انتعاشاً ثقافياً هاماً، جسدته التماثيل واللوحات الجدارية للراهب أندريه روبليفن، وأُسست مئات الأديرة الجديدة على يد تلاميذ القديس سرجيوس في أماكن نائية من الإمارة، بما في ذلك بيلوزيرو وسولوفوتسكي. وقد كانت هذه الأديرة مراكز سيطرة سياسية واقتصادية على المناطق المجاورة بغض النظر عن مهامها الدينية والثقافية، بمعنى آخر فقد شكلت هذه الأديرة مراكز نفوذ لإمارة موسكو في الإمارات والجمهوريات المجاورة. من العوامل الأخرى التي ساهمت في توسع دوقية موسكو الكبرى الوضع الأسري القوي لحكامها، إذ انتقل العرش بسلاسة من الملك إلى ابنه بعد موته، في حين عاشت الإمارات المجاورة صراعات مستمرة بين أفراد الأسر الحاكمة وهو الأمر الذي أضعفها وقسَّمها. تمثَّل الفرع الآخر والوحيد للأسرة الحاكمة بفلاديمير سربوخوف ونسله، وكان أفراد هذا الفرع مخلصين بشدة لدوقات موسكو.
تغير الوضع كلياً مع وصول فاسيلي الثاني خليفة فاسيلي الأول إلى سدة الحكم (حكم بين أعوام 1425-1462). فقد طالب عمه يوري دوق زفينيغورود بالعرش واندلع صراع عائلي مرير هز البلاد خلال فترة حكمه بأكملها، وبعد وفاة يوري في عام 1432 استمر أولاده فاسيلي كوسوي وديمتري شمياكا بمتابعة مساعي والدهما، فاستمرت الحرب الإقطاعية العظمى حتى عام 1450. تمكن فاسيلي الثاني من الانتصار على جميع أعدائه في نهاية المطاف رغم انسحابه من موسكو مرتين، وأسره على يد أولوج موكسمت، وإصابته بالعمى في عام 1446. نقل فاسيلي الثاني العرش لابنه بنجاح، وأصرَّ على انتخاب أسقف محلي ليكون مطراناً لموسكو، وهو الأمر الذي كان بمنزلة إعلان استقلال الكنيسة الأرثوذكسية الروسية عن بطريرك القسطنطينية (1448).

## إيفان الثالث
ترافق التوسع الخارجي لدوقية موسكو الكبرى في القرنين الرابع عشر والخامس عشر مع توحيد للإمارات الداخلية، وبحلول القرن الخامس عشر كان حكام موسكو يسيطرون على جميع أراضي روس الكييفية، رغم بقاء العديد من الأمراء شبه المستقلين تحت سلطانهم. لكن إيفان الثالث (إيفان الكبير، 1462 – 1505) أجبر الأمراء المستقلين الصغار على الاعتراف بدوق موسكو وسلالته كحكام مطلقين مع سيطرة كاملة على الجيش والقضاء والشؤون الخارجية.
اكتسبت دوقية موسكو السيادة الكاملة على جزء كبير من أراضي روس الكييفية بحلول عام 1480، وذلك مع انتهاء عصر السيطرة المغولية بعد الهزيمة الساحقة للقبائل المغولية الذهبية قرب نهر أوجرا على يد إيفان الثالث. وبحلول بداية القرن السادس عشر كانت جميع الأراضي متحدة بما في ذلك جمهورية نوفغورود التي ضُمت في عام 1478، ودوقية تفير الكبرى التي ضُمت في عام 1485، وامتد نفوذ إيفان إلى إمارة ريازان الاستراتيجية، وخضع له أمراء روستوف وياروسلافل. بقيت مدينة بسكوف الشمالية الغربية التي تتألف من مدينة بسكوف وبعض الأراضي المحيطة بها مستقلةً في هذه الفترة، لكن ابن إيفان فاسيلي الثالث (حكم في الفترة من 1505 إلى 1533) احتلها لاحقاً. أصبح إيفان الثالث أول حاكم لدوقية موسكو الكبرى يتبنى لقب القيصر بعد أن أحكم سيطرته على كامل وسط روسيا.